# Elamkunnapuzha
Elamkunnapuzha es una ciudad censal situada en el distrito de Ernakulam en el estado de Kerala (India). Su población es de 26997 habitantes (2011). Se encuentra a 12 km de Cochín y a 61 km de Thrissur.

## Demografía
Según el censo de 2011 la población de Elamkunnapuzha era de 26997 habitantes, de los cuales 13271 eran hombres y 13726 eran mujeres. Elamkunnapuzha tiene una tasa media de alfabetización del 97,27%, superior a la media estatal del 94%: la alfabetización masculina es del 98,17%, y la alfabetización femenina del 96,41%.